# Diocese de Maiorca
A Diocese de Maiorca (em latim: Dioecesis Maioricensis) é uma diocese da Igreja Católica da Espanha, sediada na cidade de Palma de Maiorca, no arquipélago das Ilhas Baleares. Faz parte da Arquidiocese de Valência. Foi fundada em 450 como Diocese de Mallorca, sendo suspensa em 700. Foi restaurada em 1237. Em 2022 contava com uma população católica de 713 000 fiéis, sendo 78,0% da população total, e tinha 243 paróquias.

## História
Em 450 o Papa Leão I funda a Diocese de Mallorca na Espanha. Em 700 a diocese é suspensa pela 1º vez. Em 1237 o Papa Gregório IX recria a Diocese de Mallorca. Em 1795 a diocese perde território para a formação da Diocese de Menorca. Em 1851 a diocese se une com a Diocese de Ibiza, formando a Diocese de Mallorca e Ibiza. Em 1927 a Diocese de Mallorca e Ibiza se dissolve, voltando o que era antes de 1851.

## Lista de bispos
A seguir uma lista de bispos desde a restauração em 1237. Não se tem registros dos bispos no período de 450 a 700.
|                            | Nome                                    | Período            | Notas                              |
| Bispos de Mallorca         | Bispos de Mallorca                      | Bispos de Mallorca | Bispos de Mallorca                 |
| -------------------------- | --------------------------------------- | ------------------ | ---------------------------------- |
| 9.º                        | Sebastián Taltavull Anglada             | 2017 - atual       |                                    |
| 8.º                        | Javier Salinas Viñals                   | 2012 - 2016        | Nomeado bispo auxiliar de Valência |
| 7.º                        | Jesús Murgui Soriano                    | 2003 - 2012        | Nomeado bispo de Orihuela-Alicante |
| 6.º                        | Teodoro Ubeda Gramage                   | 1973 - 2003        | Faleceu no cargo                   |
| 5.º                        | Rafael Alvarez Lara                     | 1965 - 1973        | Renunciou                          |
| 4.º                        | Jesús Enciso Viana                      | 1955 - 1964        | Faleceu no cargo                   |
| 3.º                        | Juan Hervás y Benet                     | 1947 - 1955        |                                    |
| 2.º                        | José Miralles y Sbert                   | 1930 - 1947        | Faleceu no cargo                   |
| 1.º                        | Gabriel Llompart y Jaume Santandreu     | 1927 - 1928        | Faleceu no cargo                   |
| Bispos de Mallorca e Ibiza |                                         |                    |                                    |
| 6.º                        | Gabriel Llompart y Jaume Santandreu     | 1925 - 1927        | Nomeado bispo dessa diocese        |
| 5.º                        | Rigoberto Domenech y Valls              | 1916 - 1924        | Nomeado arcebispo de Saragoça      |
| 4.º                        | Pedro Juan Campins y Barceló            | 1898 - 1915        | Faleceu no cargo                   |
| 3.º                        | Jacinto María Cervera y Cervera         | 1886 - 1897        | Faleceu no cargo                   |
| 2.º                        | Mateo Jaume y Garau                     | 1875 - 1886        | Faleceu no cargo                   |
| 1.º                        | Miguel Salvá y Munar                    | 1851 - 1873        | Faleceu no cargo                   |
| Bispos de Mallorca         |                                         |                    |                                    |
| 53.º                       | Rafael Manso                            | 1847 - 1851        | Nomeado bispo de Samora            |
| 52.º                       | Antonio Pérez de Hirias                 | 1825 - 1842        | Faleceu no cargo                   |
| 51.º                       | Pedro González Vallejo                  | 1819 - 1825        | Renunciou                          |
| 50.º                       | Bernardo Nadal Crespí                   | 1794 - 1818        | Faleceu no cargo                   |
| 49.º                       | Pedro Rubio-Benedicto Herrero           | 1778 - 1794        | Nomeado bispo de Jaén              |
| 48.º                       | Juan Díaz de La Guerra                  | 1772 - 1777        | Nomeado bispo de Sigüenza          |
| 47.º                       | Francisco Garrido de la Vega            | 1763 - 1772        | Nomeado bispo de Córdova           |
| 46.º                       | Lorenzo Despuig Cotoner                 | 1750 - 1763        | Nomeado arcebispo de Tarragona     |
| 45.º                       | José Cepeda                             | 1744 - 1750        | Faleceu no cargo                   |
| 44.º                       | Benito Pañelles Escardó, O.S.B.         | 1730 - 1743        | Faleceu no cargo                   |
| 43.º                       | Juan Fernández Zapata                   | 1722 - 1729        | Nomeado bispo de Leão              |
| 42.º                       | Atanasio Esterriga Trajanáuregui        | 1712 - 1721        | Faleceu no cargo                   |
| 41.º                       | Francisco Antonio de la Portilla, O.F.M | 1702 - 1711        | Faleceu no cargo                   |
| 40.º                       | Pedro de Alagón y de Cardona            | 1684 - 1701        | Faleceu no cargo                   |
| 39.º                       | Bernardo Luis Cotoner                   | 1671 - 1784        | Faleceu no cargo                   |
| 38.º                       | Pedro-Fernando Manjarrés de Heredia     | 1660 - 1670        | Faleceu no cargo                   |
| 37.º                       | Diego Escolano y Ledesma                | 1656 - 1660        | Nomeado bispo de Tarazona          |
| 36.º                       | Miguel Pérez de Nueros                  | 1655 - 1656        | Faleceu no cargo                   |
| 35.º                       | Tomás Rocamora, O.P.                    | 1644 - 1653        | Faleceu no cargo                   |
| 34.º                       | Juan de Santander, O.F.M                | 1631 - 1644        | Faleceu no cargo                   |
| 33.º                       | Baltasar Borja                          | 1625 - 1630        | Faleceu no cargo                   |
| 32.º                       | Félix Guzmán                            | 1625 - 1625        | Faleceu no cargo                   |
| 31.º                       | Simón Vicente Bauzá, O.P.               | 1608 - 1625        | Faleceu no cargo                   |
| 30.º                       | Alfonso Laso Sedeño                     | 1604 - 1607        | Faleceu no cargo                   |
| 29.º                       | Juan Vich Manrique de Lara              | 1573 - 1604        | Nomeado arcebispo de Tarragona     |
| 28.º                       | Diego Arnedo                            | 1561 - 1572        | Nomeado bispo de Huesca            |
| 27.º                       | Juan Bautista Campeggio                 | 1539 - 1558        | Renunciou                          |
| 26.º                       | Agostino Grimaldi                       | 1530 - 1532        | Faleceu no cargo                   |
| 25.º                       | Rodrigo Sánchez Mercado                 | 1511 - 1530        | Nomeado bispo de Ávila             |
| 24.º                       | Diego Ribera de Toledo                  | 1507 - 1511        | Nomeado bispo de Segóvia           |
| 23.º                       | Antônio de Rojas Manrique               | 1496 - 1507        | Nomeado arcebispo de Granada       |
| 22.º                       | Guillermo Ramón de Moncada              | 1493 - 1496        | Nomeado bispo de Tarazona          |
| 21.º                       | Giovanni Battista Savelli               | 1492 - 1493        | Renunciou                          |
| 20.º                       | Rodrigo de Borja                        | 1492 - 1493        | Eleito Papa Alexandre VI           |
| 19.º                       | Diego de Avellaneda                     | 1475 - 1488        | Faleceu no cargo                   |
| 18.º                       | Francesco Ferrer                        | 1467 - 1475        | Faleceu no cargo                   |
| 17.º                       | Pedro de Santángel                      | 1465 - 1466        | Faleceu no cargo                   |
| 16.º                       | Arnau Marí de Santacília                | 1460 - 1464        | Faleceu no cargo                   |
| 15.º                       | Juan Garcia de Aragón, O.P.             | 1446 - 1459        | Faleceu no cargo                   |
| 14.º                       | Gil Sánchez de Muñoz                    | 1429 - 1446        | Faleceu no cargo                   |
| 13.º                       | Luis de Pradés y de Arenós              | 1407 - 1429        | Faleceu no cargo                   |
| 12.º                       | Francesco Climent Sapera                | 1403 - 1407        | Nomeado bispo de Tortosa           |
| 11.º                       | Luis de Pradés y de Arenós              | 1390 - 1403        | Nomeado bispo de Tortosa           |
| 10.º                       | Pedro Cima, O.F.M.                      | 1377 - 1390        | Faleceu no cargo                   |
| 9.º                        | Antônio Galiana                         | 1363 - 1375        | Faleceu no cargo                   |
| 8.º                        | Antônio de Collell                      | 1349 - 1363        | Faleceu no cargo                   |
| 7.º                        | Batalha de Berenguer                    | 1332 - 1349        | Faleceu no cargo                   |
| 6.º                        | Guido de Terrena, o.Carm                | 1321 - 1332        | Nomeado bispo de Elne              |
| 5.º                        | Ramón de Cortsaví, O.P.                 | 1318 - 1321        | Faleceu no cargo                   |
| 4.º                        | Guillermo Vilanova                      | 1304 - 1318        | Faleceu no cargo                   |
| 3.º                        | Ponce de Jardí                          | 1283 - 1303        | Faleceu no cargo                   |
| 2.º                        | Pedro Morella                           | 1266 - 1282        | Faleceu no cargo                   |
| 1.º                        | Raimundo Torrelles                      | 1238 - 1266        | Faleceu no cargo                   |